# Þóra Björg Helgadóttir

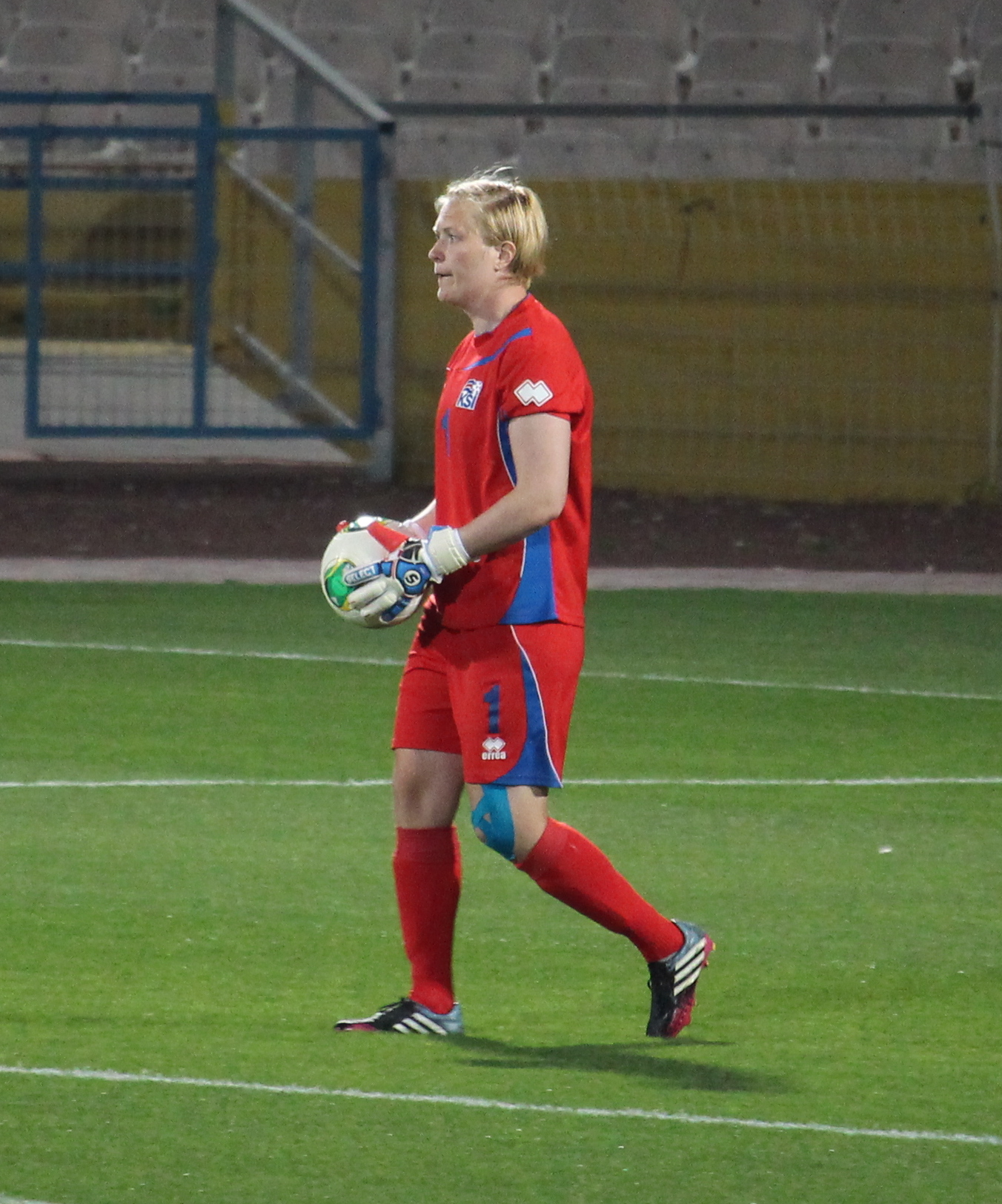
Þóra Björg Helgadóttir (2014)

Þóra Björg Helgadóttir (* 5. Mai 1981) ist eine isländische Fußballspielerin. Die Torfrau steht beim schwedischen Verein LdB FC Malmö unter Vertrag und spielt für die isländische Nationalmannschaft.
Þóra spielte in der Saison 2001 für Breiðablik Kópavogur erstmals in der ersten isländischen Liga und gewann mit ihrer Mannschaft die Meisterschaft. In den Spielzeiten 2002 und 2003 war Þóra für KR Reykjavík aktiv und konnte in beiden Jahren erneut die Meisterschaft gewinnen. Nachdem sie in der Saison 2004 für den norwegischen Klub Kolbotn IL gespielt hatte, kehrte sie für die Spielzeiten 2005 und 2006 zu Breiðablik zurück und konnte 2005 erstmals das Double aus Meisterschaft und Pokal gewinnen. Nach einem halben Jahr beim belgischen Verein Oud-Heverlee Leuven spielte sie 2007 für den schwedischen Club LdB FC Malmö und wechselte danach zum RSC Anderlecht. In der Saison 2009 spielte Þóra wieder für Kolbotn IL und kehrte zur Saison 2010 nach Malmö zurück.
Ihr Debüt in der isländischen Nationalmannschaft gab sie am 10. Mai 1998 in einem Spiel gegen die USA. Sie nahm an der Europameisterschaft 2009 teil. Bislang spielte Þóra 94-mal für Island. Þóra Björg Helgadóttir ist die jüngere Schwester von Ásthildur Helgadóttir, die lange Jahre Mannschaftskapitänin der isländischen Auswahl war.
2012 wurde sie zur besten Torhüterin in Schweden gewählt.
Am 7. März 2014 machte sie beim 2:1-Sieg im Rahmen des Algarve-Cup 2014 als dritte Isländerin ihr 100. Länderspiel.

## Auszeichnungen
- 2012: Islands Fußballerin des Jahres